# チアゴ・ビエイラ
チアゴ・ビエイラ・ルシオ（Thyago Vieira Lucio, ポルトガル語発音: [t͡ʃiˈaɡu viˈejɾɐ]; 1993年1月7日 - ）は、ブラジル・サンパウロ州出身のプロ野球選手（投手）。右投右打。現在は、フリーエージェント（FA）。
NPBにおける、歴代最高球速（166 km/h）の記録保持者。

## 経歴

### プロ入りとマリナーズ時代
8歳の時に日系人の友人に誘われ、地元の日本文化協会が運営する少年野球チームに入団して野球を始める。
2010年1月、17歳の時にサンパウロ州にあるヤクルト野球アカデミーの入団テストを受けて合格。アカデミーでのプレーを評価され、9月にシアトル・マリナーズとマイナー契約を結んだ。
2011年に傘下のルーキーリーグのベネズエラン・サマーリーグ・マリナーズでプロデビュー。12試合（先発2試合）に登板して2勝0敗、防御率4.00、8奪三振を記録した。
2012年もルーキー級ベネズエラン・サマーリーグ・マリナーズでプレーし、13試合に先発登板して3勝5敗、防御率6.05、35奪三振を記録した。
オフの11月に開催された第3回ワールド・ベースボール・クラシック（WBC）予選のブラジル代表に選出された。同大会では抑え投手を務めた。ゲーム6のパナマ戦でセーブを記録し胴上げ投手となり、ブラジルの本戦進出に貢献した。最終的に予選では、2セーブを記録している。
2013年のシーズン開幕前の3月に開催された第3回WBC本戦には、予選に引き続きブラジル代表に選出された。シーズンでは渡米し、A-級エバレット・アクアソックスへ配属された。同年は14試合（先発13試合）に登板して4勝5敗、防御率3.84、51奪三振を記録した。
2014年はA級クリントン・ランバーキングスでプレーし、13試合に登板して1勝1敗1セーブ、防御率5.23、23奪三振を記録した。
2015年もA級クリントンでプレーし、22試合に登板して1勝4敗、防御率6.97、22奪三振を記録した。
2016年はA+級ベーカーズフィールド・ブレイズでプレーし、34試合に登板して1勝0敗8セーブ、防御率2.84、53奪三振を記録した。オフにはアリゾナ・フォールリーグに参加し、ピオリア・ハベリーナズに所属した。11月18日にメジャー契約を結び、40人枠入りした。
2017年は開幕をAA級アーカンソー・トラベラーズで迎えた。6月29日にオールスター・フューチャーズゲームの世界選抜に選出された。その後、AAA級タコマ・レイニアーズへの昇格を経て8月14日にメジャー初昇格を果たし、メジャーデビューとなった同日のボルチモア・オリオールズ戦では1回を無失点に抑えた。翌15日にアンドリュー・アルバース、サム・ガビグリオのメジャー昇格に伴い、ケーシー・ローレンスと共にオプションでマイナーに降格した。この年メジャーでは前述の1試合のみの登板だった。

### ホワイトソックス時代
2017年11月16日にインターナショナル・ボーナス・プール（海外選手契約金枠）とのトレードで、シカゴ・ホワイトソックスへ移籍した。
2018年8月24日のデトロイト・タイガース戦でメジャー初勝利を挙げた。
2019年はメジャーで6試合に登板し、1勝0敗、防御率9.00の成績だった。

### 巨人時代
2019年12月3日に読売ジャイアンツと契約した。背番号は49。推定年俸は5500万円。
2020年は春季キャンプで制球難を露呈するも、開幕一軍入り。開幕第2戦となった6月20日の阪神タイガース戦（東京ドーム）で初登板し、最速161km/hを計測するも、二死は取ったが1安打2四球を与えて降板すると、翌6月21日に登録を抹消された。その後、何度か一軍と二軍を行き来したが、左肘の違和感で離脱したC.C.メルセデスと入れ替わる形で9月22日に一軍登録されると、以降は一軍に定着した。レギュラーシーズンは27試合登板、0勝1敗2ホールド、防御率3.28を記録。24回2/3を投げ29奪三振を記録した。10月30日の対東京ヤクルトスワローズ戦（東京ドーム）で3-3の同点で迎えた10回表に登板し、無失点の好投で抑え、自身初となるセ・リーグ優勝決定の胴上げ投手となった。11月25日のSMBC日本シリーズ第4戦（福岡PayPayドーム）の6回に登板し、自己最速・シリーズ最速を更新する164km/hを2度記録した。12月21日に、推定年俸7000万円で残留することが発表された。
2021年、開幕一軍入りを果たし、クローザーのルビー・デラロサがアメリカ市民権取得手続きのため4月15日に離脱すると、代わりのクローザーとして起用されたが、3試合連続で複数失点するなど投球が安定せず、5月4日に一軍登録を抹消された。桑田真澄投手チーフコーチ補佐から「変化球でストライクを取れるように」と課題を与えられ、二軍でスライダーに磨きをかけた。5月18日に再登録されると、安定した投球を見せるようになり、デラロサが再び離脱した6月からは再びクローザーを任されるようになり、前半戦は34試合登板で、0勝0敗9セーブ1ホールド、防御率2.52を記録。オールスターゲームにも選出され、第1戦で163km/hのオールスターゲーム最速記録を計測した。 8月13日の中日戦（東京ドーム）でNPB最速記録となる166km/hを計測した。8月28日の中日戦では1イニングを無失点で抑え30試合連続無失点を記録し、2012年に高木京介が記録した29試合を抜いて球団新記録を達成した。9月1日の東京ヤクルト戦でも無失点に抑え、2011年にブライアン・ファルケンボーグが記録したNPBの外国人投手記録を抜いて32試合連続無失点の外国人新記録を達成した。7・8月は12試合登板、0勝0敗9セーブ、防御率0.00を記録し、7・8月度の月間MVPを受賞した。9月9日に右肘違和感のため出場選手登録を抹消されたが、9月21日に再登録された。しかし、その後は復帰後初登板でセーブ失敗するなどで10月の防御率も5点近い4.91を記録し大幅に成績を悪化させ、調整不足を露呈した。12月28日に、推定年俸130万ドル（1億4300万円）で残留することが発表された。
2022年、4月7日の対広島戦で中継ぎの四番手として出場したが、ライアン・マクブルームの側頭部に危険球を投じたことで、わずか3球で危険球宣告で退場となり、翌日二軍落ちとなった。一軍では6月21日を最後に登板が無く、最終成績は9試合・0勝2敗で防御率9.82となった。オフの12月2日に自由契約公示された。

### ブルワーズ時代
2023年1月13日にミルウォーキー・ブルワーズとマイナー契約を結んだ。9月6日にメジャー契約を結んでアクティブ・ロースター入りし、2試合に登板した。
2024年は16試合にリリーフ登板したが、1セーブ、防御率5.64と苦戦し、5月20日にDFAとなった。

### オリオールズ時代
2024年5月25日にギャレット・スターリングスとのトレードで、アネウリアス・ロドリゲスとともにボルチモア・オリオールズへ移籍した。同月27日のボストン・レッドソックス戦に登板するも1つのアウトも取れずに3失点を喫した。結局オリオールズではこの1試合のみの登板となり、6月3日にDFAとなった。

### ダイヤモンドバックス時代
2024年6月6日にウェイバー公示を経てアリゾナ・ダイヤモンドバックスへ移籍した。ここでは11試合に登板して、0勝1敗1ホールド、防御率2.87を記録した。7月27日にDFAとなり、ウェイバー公示を経て8月2日にAAA級リノ・エーシズに送られた。
2025年2月27日にトミー・ジョン手術を行うことが発表され、シーズンを全休することになった。3月27日に自由契約となった。

## 選手としての特徴・人物
最高球速103.8mph（約167.0km/h）（日本球界での最速は166km/h）、平均球速97.5mph（約156.9km/h）のフォーシーム、84.4mph（約135.9km/h）のスライダーを持ち球としている。
一方、制球には課題を抱えており、巨人への移籍が発表された際にも制球難が報じられている。
巨人所属時の監督である原辰徳は、努力家で研究熱心であると野球に取り組む姿勢を評価している。
普段は明るく陽気な性格であるが、野球をプレーする際には性格が変わるという。

## 詳細情報

### 年度別投手成績
| 年 度    | 球 団    | 登 板 | 先 発 | 完 投 | 完 封 | 無 四 球 | 勝 利 | 敗 戦 | セ 丨 ブ | ホ 丨 ル ド | 勝 率 | 打 者 | 投 球 回 | 被 安 打 | 被 本 塁 打 | 与 四 球 | 敬 遠 | 与 死 球 | 奪 三 振 | 暴 投 | ボ 丨 ク | 失 点 | 自 責 点 | 防 御 率 | W H I P |
| -------- | -------- | ----- | ----- | ----- | ----- | -------- | ----- | ----- | -------- | ----------- | ----- | ----- | -------- | -------- | ----------- | -------- | ----- | -------- | -------- | ----- | -------- | ----- | -------- | -------- | ------- |
| 2017     | SEA      | 1     | 0     | 0     | 0     | 0        | 0     | 0     | 0        | 0           | ----  | 3     | 1.0      | 0        | 0           | 0        | 0     | 0        | 1        | 0     | 0        | 0     | 0        | 0.00     | 0.00    |
| 2018     | CWS      | 16    | 0     | 0     | 0     | 0        | 1     | 1     | 1        | 1           | .500  | 85    | 17.2     | 21       | 4           | 9        | 0     | 3        | 15       | 6     | 1        | 14    | 14       | 7.13     | 1.70    |
| 2019     | CWS      | 6     | 0     | 0     | 0     | 0        | 1     | 0     | 0        | 0           | 1.000 | 37    | 7.0      | 11       | 0           | 5        | 0     | 0        | 8        | 0     | 0        | 8     | 7        | 9.00     | 2.29    |
| 2020     | 巨人     | 27    | 0     | 0     | 0     | 0        | 0     | 1     | 0        | 2           | .000  | 118   | 24.2     | 27       | 3           | 17       | 1     | 2        | 29       | 1     | 0        | 9     | 9        | 3.28     | 1.78    |
| 2021     | 巨人     | 56    | 0     | 0     | 0     | 0        | 0     | 3     | 19       | 1           | .000  | 228   | 55.1     | 38       | 3           | 26       | 0     | 1        | 64       | 0     | 0        | 18    | 18       | 2.93     | 1.16    |
| 2022     | 巨人     | 9     | 0     | 0     | 0     | 0        | 0     | 2     | 0        | 0           | .000  | 39    | 7.1      | 9        | 3           | 8        | 0     | 1        | 8        | 0     | 0        | 9     | 8        | 9.82     | 2.32    |
| 2023     | MIL      | 2     | 0     | 0     | 0     | 0        | 0     | 1     | 0        | 0           | .000  | 10    | 3.0      | 0        | 0           | 1        | 0     | 0        | 2        | 0     | 0        | 1     | 0        | 0.00     | 0.33    |
| 2024     | MIL      | 16    | 0     | 0     | 0     | 0        | 0     | 0     | 1        | 0           | ----  | 106   | 22.1     | 25       | 6           | 13       | 1     | 2        | 25       | 0     | 0        | 14    | 14       | 5.64     | 1.70    |
| 2024     | BAL      | 1     | 0     | 0     | 0     | 0        | 0     | 0     | 0        | 0           | ----  | 5     | 0.0      | 1        | 0           | 4        | 0     | 0        | 0        | 1     | 0        | 3     | 3        | ----     | ----    |
| 2024     | ARI      | 11    | 0     | 0     | 0     | 0        | 0     | 1     | 0        | 1           | .000  | 66    | 15.2     | 11       | 2           | 9        | 0     | 0        | 14       | 2     | 1        | 6     | 5        | 2.87     | 1.28    |
| '24計    | ARI      | 28    | 0     | 0     | 0     | 0        | 0     | 1     | 1        | 1           | .000  | 177   | 38.0     | 37       | 8           | 26       | 1     | 2        | 39       | 3     | 1        | 23    | 22       | 5.21     | 1.66    |
| MLB：5年 | MLB：5年 | 53    | 0     | 0     | 0     | 0        | 2     | 3     | 2        | 2           | .400  | 312   | 66.2     | 69       | 12          | 41       | 1     | 5        | 65       | 9     | 2        | 46    | 43       | 5.81     | 1.65    |
| NPB：3年 | NPB：3年 | 92    | 0     | 0     | 0     | 0        | 0     | 6     | 19       | 3           | .000  | 385   | 87.1     | 74       | 9           | 51       | 1     | 4        | 101      | 1     | 0        | 36    | 35       | 3.61     | 1.43    |

- 2023年度シーズン終了時

### 年度別守備成績
| 年 度 | 球 団 | 投手（P） | 投手（P） | 投手（P） | 投手（P） | 投手（P） | 投手（P） |
| 年 度 | 球 団 | 試 合     | 刺 殺     | 補 殺     | 失 策     | 併 殺     | 守 備 率  |
| ----- | ----- | --------- | --------- | --------- | --------- | --------- | --------- |
| 2017  | SEA   | 1         | 1         | 0         | 0         | 0         | 1.000     |
| 2018  | CWS   | 16        | 2         | 1         | 0         | 0         | 1.000     |
| 2019  | CWS   | 6         | 0         | 1         | 1         | 1         | .500      |
| 2020  | 巨人  | 27        | 1         | 2         | 0         | 0         | 1.000     |
| 2021  | 巨人  | 56        | 3         | 2         | 0         | 0         | 1.000     |
| 2022  | 巨人  | 9         | 2         | 0         | 1         | 0         | .667      |
| 2023  | MIL   | 2         | 0         | 0         | 0         | 0         | ----      |
| 2024  | MIL   | 16        | 0         | 2         | 1         | 0         | .667      |
| 2024  | BAL   | 1         | 0         | 0         | 0         | 0         | ----      |
| 2024  | ARI   | 11        | 3         | 0         | 0         | 0         | 1.000     |
| '24計 | ARI   | 28        | 3         | 2         | 1         | 0         | .833      |
| MLB   | MLB   | 53        | 6         | 4         | 2         | 1         | .833      |
| NPB   | NPB   | 92        | 6         | 4         | 1         | 0         | .909      |

- 2024年度シーズン終了時

### 表彰
- 月間MVP：1回（投手部門：2021年7・8月[35]）

### 記録

#### MLB
- オールスター・フューチャーズゲーム選出：1回（2017年）

#### NPB
初記録
- 初登板・初ホールド：2020年6月20日、対阪神タイガース2回戦（東京ドーム）、7回表に3番手で救援登板、2/3回無失点
- 初奪三振：2020年7月11日、対東京ヤクルトスワローズ4回戦（ほっともっとフィールド神戸）、8回表に嶋基宏から空振り三振
- 初セーブ：2021年4月21日、対阪神タイガース5回戦（東京ドーム）、9回表に5番手で救援登板・完了、1回無失点

その他の記録
- NPB最速166km/h[31]：2021年8月13日、対中日ドラゴンズ15回戦（東京ドーム） ※プロ野球記録
- 32試合連続無失点：2021年5月3日 - 2021年9月1日 ※外国人選手記録
- オールスターゲーム出場：1回（2021年）

### 背番号
- 40（2017年、2024年5月27日）
- 50（2018年 - 2019年）
- 49（2020年 - 2022年、2024年）
- 54（2023年）

### 登場曲
- 「Fuego」Alok & Bhaskar（2020年開幕 - 途中）
- 「Gangue Do Consciente」DJ Bueno（2020年途中 - 2021年途中）
- 「Sou Vencedor」MC Pedrinho（2021年途中）
- 「Vai Na Fe」MC Liro（2021年途中 - 2022年）
- 「Samba De Janeiro」Bellini（2021年9月24日 - 2022年）※最終回に同点またはセーブ機会時

### 代表歴
- 2013 ワールド・ベースボール・クラシック・ブラジル代表